# كسوف الشمس 14 أكتوبر 2004
حدث كسوف جزئي للشمس في الفترة من 13 إلى 14 أكتوبر 2004. يحدث كسوف الشمس عندما يمر القمر بين الأرض والشمس ، وبالتالي يحجب صورة الشمس كليًا أو جزئيًا عن مشاهد على الأرض. يحدث كسوف جزئي للشمس في المناطق القطبية من الأرض عندما يغيب مركز ظل القمر عن الأرض.
كان هذا هو الخسوف الرابع والخمسون لدورة ساروس 124 التي بدأت بخسوف جزئي في 6 مارس 1049 وستنتهي بخسوف جزئي في 11 مايو 2347.

## الصور
مسار متحرك

## الخسوفات ذات الصلة

### كسوف عام 2004
- كسوف جزئي للشمس في 19 أبريل .
- خسوف كلي للقمر في 4 مايو .
- كسوف جزئي للشمس في 14 أكتوبر.
- خسوف كلي للقمر في 28 أكتوبر .

### ساروس 124
الساروس 124 الشمسي ، يتكرر كل 18 سنة و 11 يومًا ، يحتوي على 73 حدثًا.
بدأت السلسلة بكسوف جزئي للشمس في 6 مارس 1049.
وهي تحتوي على كسوف كلي من 12 يونيو 1211 إلى 22 سبتمبر 1968
وكسوف هجين للشمس في 3 أكتوبر 1986.
تنتهي السلسلة في العضو 73 ككسوف جزئي في 11 مايو 2347.
حدث أطول كسوف كلي في 3 مايو 1734 ، في 5 دقائق و 46 ثانية.
| Series members 43–59 occur between 1801 and 2100: | Series members 43–59 occur between 1801 and 2100: | Series members 43–59 occur between 1801 and 2100: |
| 43                                                | 44                                                | 45                                                |
| ------------------------------------------------- | ------------------------------------------------- | ------------------------------------------------- |
| June 16, 1806                                     | June 26, 1824                                     | July 8, 1842                                      |
| 46                                                | 47                                                | 48                                                |
| July 18, 1860                                     | July 29, 1878                                     | August 9, 1896                                    |
| 49                                                | 50                                                | 51                                                |
| August 21, 1914                                   | August 31, 1932                                   | September 12, 1950                                |
| 52                                                | 53                                                | 54                                                |
| September 22, 1968                                | October 3, 1986                                   | كسوف الشمس 14 أكتوبر 2004                         |
| 55                                                | 56                                                | 57                                                |
| October 25, 2022                                  | November 4, 2040                                  | November 16, 2058                                 |
| 58                                                | 59                                                |                                                   |
| November 26, 2076                                 | December 7, 2094                                  |                                                   |

### كسوف الشمس 2004-2007
هذا الكسوف هو جزء من سلسلة كسوف الشمس 2004-2007. يتكرر الكسوف كل 177 يومًا تقريبًا و 4 ساعات في العقد المتناوبة من مدار القمر. 
| مجموعات سلسلة كسوف الشمس من 2004-2007 | مجموعات سلسلة كسوف الشمس من 2004-2007    | مجموعات سلسلة كسوف الشمس من 2004-2007 | مجموعات سلسلة كسوف الشمس من 2004-2007 | مجموعات سلسلة كسوف الشمس من 2004-2007     | مجموعات سلسلة كسوف الشمس من 2004-2007 | مجموعات سلسلة كسوف الشمس من 2004-2007 |
| ------------------------------------- | ---------------------------------------- | ------------------------------------- | ------------------------------------- | ----------------------------------------- | ------------------------------------- | ------------------------------------- |
| عقدة تصاعدية                          | عقدة تصاعدية                             | عقدة تصاعدية                          |                                       | عقدة تنازلية                              | عقدة تنازلية                          | عقدة تنازلية                          |
| Saros                                 | Map                                      | Gamma                                 | Saros                                 | Map                                       | Gamma                                 |                                       |
| 119                                   | كسوف الشمس 19 أبريل 2004 Partial (south) | -1.13345                              | 124                                   | كسوف الشمس 14 أكتوبر 2004 Partial (north) | 1.03481                               |                                       |
| 129 Partial from Naiguatá             | كسوف الشمس 8 أبريل 2005 Hybrid           | -0.34733                              | 134 Annular from مدريد                | كسوف الشمس 3 أكتوبر 2005 Annular          | 0.33058                               |                                       |
| 139 Total from Side, Turkey           | كسوف الشمس 29 مارس 2006 Total            | 0.38433                               | 144 Partial from ساو باولو            | كسوف الشمس 22 سبتمبر 2006 Annular         | -0.40624                              |                                       |
| 149 From جايبور                       | كسوف الشمس 19 مارس 2007 Partial (north)  | 1.07277                               | 154 From قرطبة                        | كسوف الشمس 11 سبتمبر 2007 Partial (south) | -1.12552                              |                                       |

### سلسلة ميتونيك
تكرر السلسلة ميتونيك كل 19 عامًا (6939.69 يومًا) ، وتستمر حوالي 5 دورات. تحدث الكسوف في نفس تاريخ التقويم تقريبًا. بالإضافة إلى ذلك ، تكرر سلسلة أوكتن الفرعية 1/5 من ذلك أو كل 3.8 سنوات (1387.94 يومًا). تحدث جميع الكسوفات في هذا الجدول عند العقدة الهابطة للقمر. 
| سلسلة Octon مع 21 حدثًا بين 21 مايو 1993 و 2 أغسطس 2065 | سلسلة Octon مع 21 حدثًا بين 21 مايو 1993 و 2 أغسطس 2065 | سلسلة Octon مع 21 حدثًا بين 21 مايو 1993 و 2 أغسطس 2065 | سلسلة Octon مع 21 حدثًا بين 21 مايو 1993 و 2 أغسطس 2065 | سلسلة Octon مع 21 حدثًا بين 21 مايو 1993 و 2 أغسطس 2065 |
| May 20–21                                              | March 8–9                                              | December 25–26                                         | October 13–14                                          | August 1–2                                             |
| 98                                                     | 100                                                    | 102                                                    | 104                                                    | 106                                                    |
| ------------------------------------------------------ | ------------------------------------------------------ | ------------------------------------------------------ | ------------------------------------------------------ | ------------------------------------------------------ |
| May 21, 1955                                           | March 9, 1959                                          | December 26, 1962                                      | October 14, 1966                                       | August 2, 1970                                         |
| 108                                                    | 110                                                    | 112                                                    | 114                                                    | 116                                                    |
| May 21, 1974                                           | March 9, 1978                                          | December 26, 1981                                      | October 14, 1985                                       | August 1, 1989                                         |
| 118                                                    | 120                                                    | 122                                                    | 124                                                    | 126                                                    |
| May 21, 1993                                           | March 9, 1997                                          | December 25, 2000                                      | كسوف الشمس 14 أكتوبر 2004                              | كسوف الشمس 1 أغسطس 2008                                |
| 128                                                    | 130                                                    | 132                                                    | 134                                                    | 136                                                    |
| كسوف الشمس 20 مايو 2012                                | كسوف الشمس 9 مارس 2016                                 | كسوف الشمس 26 ديسمبر 2019                              | October 14, 2023                                       | August 2, 2027                                         |
| 138                                                    | 140                                                    | 142                                                    | 144                                                    | 146                                                    |
| May 21, 2031                                           | March 9, 2035                                          | December 26, 2038                                      | October 14, 2042                                       | August 2, 2046                                         |
| 148                                                    | 150                                                    | 152                                                    | 154                                                    | 156                                                    |
| May 20, 2050                                           | March 9, 2054                                          | December 26, 2057                                      | October 13, 2061                                       | August 2, 2065                                         |
| 158                                                    | 160                                                    | 162                                                    | 164                                                    | 166                                                    |
| May 20, 2069                                           | March 8, 2073                                          | December 26, 2076                                      | October 13, 2080                                       | August 1, 2084                                         |

## روابط خارجية
- http://eclipse.gsfc.nasa.gov/SEplot/SEplot2001/SE2004Oct14P. GIF
  - خريطة جوجل التفاعلية للكسوف من وكالة ناسا
- كسوف جزئي للشمس - 19 أبريل 2004

الصور:
- Spaceweather.com معرض الكسوف
- كسوف جزئي للشمس في 14 أكتوبر 2004[وصلة مكسورة]  ، ناغويا ، أيشي ، اليابان بواسطة توشيمي تاكي
- تقرير (0.371 كحد أقصى) من خاباروفسك ، روسيا